# (1456) Saldanha
(1456) Saldanha – planetoida należąca do zewnętrznej części pasa głównego asteroid okrążająca Słońce w ciągu 5 lat i 278 dni w średniej odległości 3,21 au. Została odkryta 2 lipca 1937 roku w Union Observatory w Johannesburgu przez Cyrila Jacksona. Nazwa planetoidy pochodzi od portu Saldanha znajdującego się na południowo-zachodnim wybrzeżu Południowej Afryki (António de Saldanha, XVI wieczny portugalski admirał i badacz). Przed nadaniem nazwy planetoida nosiła oznaczenie tymczasowe (1456) 1937 NG.